# Инугами

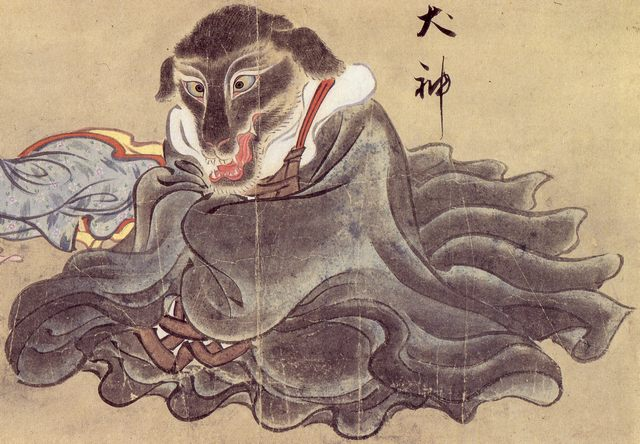
Инугами. Изображение Саваки Суси в «Иллюстрированной книге сотни демонов» («Хяккай Дзукан», 百怪図巻).

Инугами (яп. 犬神, от японских слов «ину» — собака и «ками» — божество, дух) — пёс-бог/дух пса; фамильяр или личный дух, широко известный на Сикоку, Кюсю, о-вах Сацунан. В префектуре Миядзаки, в уезде Кума префектуры Кумамото и в Якусима имя этого духа на местных диалектах звучит как «ингами», а в Танэгасима его называют «иригами».
Обычно японцы поклонялись собакам как стражам и защитникам. Статуи Кома-ину — две собаки друг напротив друга, у левой пасть закрыта, у правой — открыта, — часто ставят в храмах как защиту от злых сил. Также считается, что собаки рожают без боли, поэтому беременные женщины в определённые дни приносят статуям собак кусочки пищи и молятся об удачных родах.

## Внешний облик
Истинное обличие инугами — высохшая, мумифицированная собачья голова, облаченная в церемониальные одежды. На улицах, чтобы не привлекать внимание, дух выглядит как обычная собака.
Иногда инугами приписывают раздвоенный на конце хвост и цветные пятна. Порой инугами похожи на домовых мышей: их рты с заостренными уголками повернуты вертикально.
В префектуре Оита инугами имеют внешнее сходство с землеройками, в районе Хаями они похожи на ласок с черными и белыми пятнами. На острове Айсима в префектуре Ямагути их называют «мыши-инугами» («инугами-нэдзуми», 犬神ネズミ) и считается, что в одном доме могут жить одновременно 75 особей. Они могут выглядеть как летучие мыши или быть размером с рисовое зернышко, как в провинции Тоса.

## Происхождение
Инугами появлялись при проведении ритуала кодзюцу, или кодоку, позволяющего призывать духов конкретных животных. В эпоху Хэйан подобные практики были запрещены.

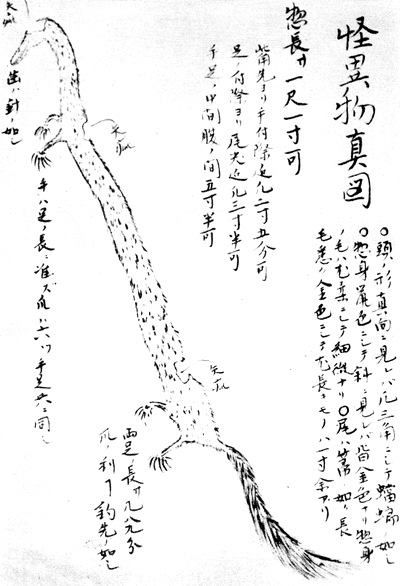
Инугами. «Тирияхокори», Ока Кумаоми. Инугами длиной 1 сяку и 1 сунь, похож на летучую мышь.

Чтобы призвать дух собаки, нужно было отрубить голодной собаке голову, захоронить её на перекрестке, потому что топот человеческих ног ещё сильнее злил пробудившегося онрё. Иногда собаку привязывали к столбу или закапывали по шею в землю, моря голодом, чтобы на пике страданий отрубить животному голову. По одним версиям, обезумевшая от голода голова высвобождалась из места, где была захоронена, и летала по городу в поисках пищи. По другим — её выкапывали и сушили, а затем клали в сосуд. Проводя подобный ритуал, люди верили, что дух привязывается к ним навечно, исполняя их желания.
Существовали и иные практики. Нескольких собак стравливали, и они загрызали друг друга до смерти. Выжившей собаке давали рыбу, а потом отрубали голову; остатки рыбины доедали. В Ямага, префектуре Оита, были зафиксированы реальные случаи, когда мико отрубали собачьи головы, высушивали личинок, которые размножались в гниющей плоти, и продавали их, называя инугами. Действительно находились покупатели, благодарные за такой товар.

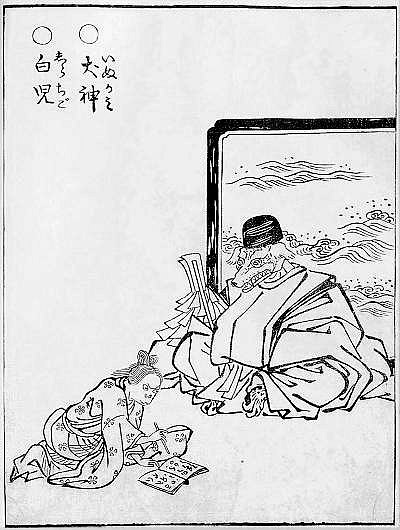
Инугами. Торияма Сэкиэн «Ночной парад сотни демонов в картинках» (Гадзу хякки ягё, 画図百鬼夜行), 1776.

Среди теорий о происхождении первых инугами можно выделить три основных. Есть предположение, что тело нуэ, убитого Минамото-но Ёримаса, разделилось на 4 части, и эти части разлетелись в неизвестных направлениях, а после стали инугами. В этой интерпретации нуэ считается прародителем инугами (пса-бога), хэбигами (змея-бога) и саругами (обезьяны-бога), потому что у него была голова, как у обезьяны, тело, как у пса, и змеиный хвост. По ещё одной версии, первый инугами появился из картинки Кобо-Дайси, на которой была изображена собака; картинка была создана, чтобы отгонять кабанов. Существует легенда о том, что, когда Гэнно Синсё пытался избавиться от проклятья сэссё-сэки, он разрубил камень, но осколки, которые улетели в провинцию Кодзукэ, стали осаки (дух лисицы), а осколки, попавшие на Сикоку, стали инугами.

## Владение инугами
Голова инугами хранилась в безопасном и тайном святилище хозяина дома. Их прятали в закрытых комнатах, под кроватями, в шкафах, в сундуках для хранения личных вещей (тансу), под полами и среди кувшинов с водой.
Как семейную реликвию, инугами передавали по наследству из поколения в поколение. Они были верными, как псы. Семьи, которые владели инугами, называли «имеющие питомцем божественную собаку» (инугами-моти, 犬神持ち). Обычно инугами было столько же, сколько членов семьи. Когда семья становилась больше (кто-то женился, выходил замуж или рождался ребёнок), новым членам тоже было положено завести своих фамильяров. Несмотря на преданность и готовность выполнить любое желание хозяина, если с духом обращались грубо или жестоко, он мог загрызть до смерти. И хотя их призывали для благополучия и процветания семьи, иногда они могли всех погубить.
Инугами, как и другие духи одержимости (цукимоно), легко овладевают психически неуравновешенными и слабыми людьми; они проникают в тело человека через уши. Подобное несчастье становится фактически проклятием, избавить от которого не может ни один врач. Поскольку инугами часто призывали для свершения злых деяний, ритуал проводили люди, практиковавшие чёрную магию оммёдо. Поэтому только колдуны могли вылечить человека от засевшего в его теле инугами. Одержимые духом инугами чувствуют боль в груди, боль в руках и ногах, всепоглощающую зависть и слышат собачий лай. В префектуре Токусима говорят, что «проклятые» люди становятся обжорами, не способными утолить свой голод. После смерти на их окоченевших телах можно найти следы зубов. Пострадать от инугами могут не только люди, но и животные (коровы, лошади), и даже неживые предметы, которые становятся непригодными для использования.
Сильный колдун может приказать инугами вселиться в тело человека; в таком случае одержимый убивает себя или других, действует, как сумасшедший. Если случалось так, что кого-то из членов семьи, владеющей инугами, подозревали в проклятии другой семьи, его наказывали и принуждали переселиться на окраину города и жить там в уединении до тех пор, пока «заболевший» не вылечится. Однако часто обвиненного не оправдывали, и он жил изгоем общества до конца жизни, потому что его сторонились и опасались. И даже его потомки продолжали вести уединенный образ жизни вдали от города.
Колдуны, которые практиковали кодзюцу, имели авторитет в народе. Они заслужили доверие и уважение, но в то же время их избегали. Дошло до того, что их стали дискриминировать в обществе. Это связано с тем, что инугами передаются по наследству и неотступно следуют за хозяином, его потомками и теми, с кем он связывает свою жизнь. Потому жителями городов и провинций было наложено табу на браки с инугами-моти. Иногда из соображений безопасности с ними гнушались даже разговаривать. В различных частях Сикоку во время заключения брака все ещё существует обычай проверять родословные на предмет владения инугами. Зафиксировано немало случаев, когда из-за этой, казалось, мелочи у людей возникали проблемы с принятием в обществе.